# Veine utérine
La veine utérine est une veine de l'utérus. 

## Structure
La veine utérine se trouve dans le ligament de Mackenrodt de l'utérus. Elle traverse le ligament large de l'utérus jusqu'à la paroi abdominale latérale. Elle draine le sang vers les veines iliaques internes,.
La veine utérine forme un plexus veineux autour du col de l'utérus. Son trajet est similaire à celui de l'artère utérine. Des vaisseaux lymphatiques lui sont associés. Elle s'anastomose également avec la veine ovarique. Elle peut s'anastomiser avec le plexus veineux vaginal.

## Fonction
La veine utérine aide à drainer le sang de l'utérus. Elle est également importante pour l'élimination des déchets du sang dans le placenta pendant la grossesse.

## Importance clinique

### Mesure du placenta
Les mesures de la pression partielle d'O2 dans la veine utérine peut être utilisées comme analogue de la pression partielle d'O2 dans le placenta. La pression partielle d'O2 dans la veine utérine peut être mesurée pendant une césarienne.

### Embolie
Très rarement, du liquide amniotique peut pénétrer dans la veine utérine pendant l'accouchement. Il s'agit d'une cause rare d'embolie.

## Chez les autres animaux
Les veines utérines peuvent être très différentes chez les animaux non humains. Chez les rates, elle draine le sang vers les veines iliaques communes.